# Schahina Gambir
Schahina Gambir (nascida a 6 de junho de 1991) é uma política alemã. Gambir tornou-se membro do Bundestag depois de ter sido eleita nas eleições federais alemãs de 2021. Ela é afiliada ao partido Aliança 90/Os Verdes.